# Alberite
Alberite és un municipi de la Rioja, a la regió de la Rioja Mitjana. Limita al nord i est amb Villamediana de Iregua, a l'oest amb Lardero, i al sud amb Albelda de Iregua.

## Història
A les proximitats de Alberite, dintre del terme de La Posada es troba un jaciment arqueològic amb restes celtibers i romans, el que fa suposar que l'origen del poble és bastant remot. Quant a l'origen del nom de Alberite hi ha dues teories que intenten defensar l'origen a romans i a àrabs. En principi es va pensar que podia provenir de l'àrab Al-baldah, que significa «la posta», però posteriorment Galarreta afirmava que l'evolució lògica és la qual deriva del llatí Alber-iter, el significat del qual, «camí de la blanca», podria deure's a la blancor dels seus edificis; aquesta tesi l'avala el descobriment de dues làpides i un capitell romà en la localitat.
A pesar d'això els esments documentals d'Alberite comencen a l'edat mitjana. L'any 925 Sanç I, rei de Pamplona, i la seva esposa Tota Aznar donaren el poble al monestir d'Albelda. Al segle xi Estefania, vídua de García de Nájera, va atorgar en el seu testament els pobles d'Alberite, Lardero i Mucrones a la seva filla Urraca, que estava casada amb el comte García Ordóñez de Nájera.
Durant el regnat d'Alfons VI, El Cid va fer una de les seves incursions arrasant part de La Rioja amb Alberite i Logronyo, territoris que pertanyien a la corona però que depenien directament de García Ordóñez, enemic personal del Cid. La crònica del Campeador diu «Tunc autem viriliter debellando et Alberith, et Lucronium cepit». L'atac hagué de ser veritablement sagnant, ja que ni tan sols es va enfrontar el Cid que l'esperava a Alfaro. Alfons VI també es refereix a aquest atac quan signa el Fur de Logronyo el 1095 i afirma «Et ego Adefonso Rex confirmavi ista Cartula, quando ambulavi ad illo Comite García pernominato sucerrere in persona in Camp Ierumi in Alberit».
Alberite al segle xvi era llogaret de Logronyo. Fins a la creació de la província de Logronyo el novembre de 1833 Alberite va ser vila real i va pertànyer a l'antic partit de Logronyo, en la província de Sòria